# Les Petits Ballons
Singles de France Gall
Frankenstein
(1972) La Déclaration d'amour
(1974)
Les Petits Ballons est une chanson écrite par Serge Gainsbourg et composée par Jean-Claude Vannier, interprétée par France Gall en 1972. 
La chanson traite de pratique sexuelle et d'érotisme.

## Fiche technique
- Titre : Les Petits Ballons
- Titre de travail : Les Petits Tétons[2],[3]
- Paroles : Serge Gainsbourg
- Musique : Jean-Claude Vannier
- Interprète d’origine : France Gall sur le 45 tours simple Pathé-Marconi C006-12207
- Arrangements et direction musicale : Jean-Claude Vannier
- Production : Serge Gainsbourg/Jean-Claude Vannier
- Année de production : 1972[4]
- Enregistrement : studios Pathé-Marconi de Boulogne-Billancourt (Hauts-de-Seine)[2]
- Éditions : Sidonie (catalogue Bagatelle)/Rideau Rouge
- Parution : 23 mai 1972
- Durée : 2 min 10 s

## Thèmes et contexte
Depuis 1968, France Gall est en perte de vitesse. Avoir quitté les disques Philips pour rejoindre en 1969 le tout nouveau label « La Compagnie » fondé par son ami Hugues Aufray n'arrange rien, car la société discographique fait faillite peu de temps après,. France Gall passe ensuite d'un label à un autre sans plus de succès. En 1972, elle signe chez le label Pathé-Marconi. Son agent artistique de l'époque, Bertrand de Labbey décide de contacter un auteur-compositeur qui a été bénéfique à France Gall par le passé : « J'ai appelé Gainsbourg qui a été d'une courtoisie exquise, alors que j'avais craint qu'il m'envoie balader sous prétexte que France ne vendait plus de disques depuis longtemps. Il lui a écrit deux titres, Frankenstein et Les Petits Ballons. […] Serge a dirigé les séances, infiniment respectueux des autres et j'étais émerveillé de travailler avec lui ». France Gall poursuit : « Les textes étaient parfaits, mais ce n'était pas ce que j'attendais. Je n'étais pas heureuse de les enregistrer ». Gilles Verlant ajoute : « Serge persiste à la confondre avec une poupée — cette fois ni de cire ni de son, mais plutôt du genre latex ».
En effet, par la voix de France Gall, c'est une poupée gonflable qui s'exprime sans ambiguïté : « On me gonfle avec la bouche, à la taille que l'on veut, puis après le bouche-à-bouche, on fait ce que l'on veut de moi ». 
La chanson est divisée en trois strophes avec un pont instrumental après la deuxième strophe où un « hot » slide  guitar du compositeur Jean-Claude Vannier s’ingénie, si c’est possible, à retranscrire musicalement l'excitation sexuelle, qui va crescendo, déclenchée, dixit la poupée, chez : « ces types un peu louches qui m'font des pinçons », et la poupée d’ajouter que cela la « laisse comme un glaçon... », car « je n'éprouve aucune émotion, je ne frémis que si l’on touche à mes petits ballons... »

## Accueil
Bertrand de Labbey : « Nous avons été très déçus que ça ne marche pas ».
Si le titre de la face A, Frankenstein, fait quelques percées çà et là dans l’audiovisuel, et tardivement comme sur la Deuxième chaîne de l'ORTF dans le Top à Dutronc diffusé du 2 mars 1974, la face B et ses Petits Ballons sont ignorés, absence radio et aucun écho médiatique malgré un texte bien plus provocateur et explicite que celui des Sucettes. Il faut dire, comme le relate Lucien Rioux, que déjà, trois ans auparavant : « Les mœurs se sont libérées, les rapports femme-homme se sont simplifiés. […] Grâce à une chanson dure et tendre qui ne craignait pas de mettre en scène l’acte sexuel : Je t'aime… moi non plus. […] Scandale énorme. […] L'Osservatore Romano, organe officiel du Vatican, tonne. […] Une telle réprobation, une telle indignation ne peuvent que porter leurs fruits. […] Un pas a été franchi. On peut maintenant se livrer à des ébats érotiques sur vinyle ».
Gilles Verlant : « On dirait que Serge se fourvoie et qu’il livre à France des chansons rigolotes tout juste dignes d’un show télévisé ». 

## Discographie
Autres éditions :

### Chansons de Serge Gainsbourg écrites pour France Gall
- N'écoute pas les idoles (1964).
- Laisse tomber les filles (1964).
- Poupée de cire poupée de son (1965).
- Attends ou va-t'en (1965).
- Nous ne sommes pas des anges (1965).
- Baby Pop (1966).
- Les Sucettes (1966).
- Dents de lait dents de loup, duo interprété avec Serge Gainsbourg à la télévision le 11 janvier 1967, édité sur le DVD Gainsbourg 1958-1967 (1994)[10],[11].
- Néfertiti (1967).
- Bloody Jack (enregistrée le 2 juillet 1967). Chanson restée inédite jusqu'en 2003 (compilation SOS mesdemoiselles, volume 5 de la collection Pop à Paris, CD Universal Music 069 113-2), qui associe la musique de Teenie Weenie Boppie et le texte Bloody Jack, interprété ultérieurement sur une autre musique par Serge Gainsbourg (album Initials B.B., 1968), puis par Zizi Jeanmaire (45 tours Disc'AZ EP‑1199, 1968).
- Teenie Weenie Boppie (juillet 1967).
- Qui se souvient de Caryl Chessman ?, titre inédit, enregistré en 1967. Informations succinctes sur cet enregistrement : d'après Yves-Ferdinand Bouvier et Serge Vincendet, Gainsbourg chante tandis que France Gall fait les chœurs[3].
- Frankenstein (1972).
- Les Petits Ballons.